# Exerpes asper
El trambollo sargacero o blenia ocelada es la especie Exerpes asper, la única del género Exerpes, un pez marino de la familia de los labrisómidos. Su nombre procede del griego exerpo, que significa gatear o arrastrarse, por su forma de desplazarse.

## Hábitat natural
Esta especie es endémica de la costa del océano Pacífico de México, distribuyéndose desde el centro al sur de Baja California, así como en gran parte del golfo de California. Dentro de su área esta especie es considerada común, por lo que su conservación se cataloga como de "preocupación menor", sin embargo debido a la creciente destrucción de hábitats en la zona se ha sugerido una revisión de esto en el futuro.
Habita el entorno de las algas tipo sargazo, aunque también suele asociarse a arrecifes rocosos, donde vive demersal a unos 10 metros de profundidad.

## Morfología
De cuerpo similar al resto de su familia, la longitud máxima descrita era de 6'5 cm.

## Comportamiento
Se alimenta cazando invertebrados que habitan sobre los sargazos.